# Дотриаконтан
Дотриаконтан — насичений вуглеводень, алкан (C32H66).

## Фізичні властивості
Температура плавлення 69,2 °C;
температура кипіння 467 °C);
Тиск пари (в мм рт.ст.): 1 (247 °C); 10 (298 °C); 40 (338 °C); 100 (371 °C); 400 (430 °C).
Стандартна ентальпія утворення ΔH (298 К, кДж/моль): −968,3 (р)

## Ізомерія
Теоретично можливо 27 711 252 769 ізомерів з таким числом атомів.

## Знаходження в природі
Ідентифіковано в природі: Молочай прибережний (Euphorbia paralias L.)